# Криваль
Криваль (рос. Криваль) — річка в Україні, у Звягельському районі Житомирської області, права притока Случі (басейн Прип'яті.

## Опис
Довжина річки 14 км, похил річки — 2,4 м/км, найкоротша відстань між витоком і гирлом — 11,32  км, коефіцієнт звивистості річки — 1,24 , площа басейну водозбору 64,9  км². Річка формується 2 притоками, багатьма безіменними струмками та частково каналізована.

## Розташування
Бере початок на північно-східній околиці села Ситне. Спочатку тече на північний захід, а потім на південний захід. У селищі Городниця впадає в річку Случ, праву притоку Горині.

## Притоки
- Вільхівка (ліва), Мицьківка (ліва).

## Іхтіофауна
У річці водяться карась звичайний, окунь, щука звичайна, пічкур та плітка звичайна.